# Michael Corenblith
Michael Corenblith (* 1951 in Texas) ist ein US-amerikanischer Szenenbildner, der unter anderem für sein Mitwirken an Apollo 13, Der Grinch und Blind Side – Die große Chance bekannt wurde. Corenblith ist mehrfach mit Filmpreisen ausgezeichnet oder wurde nominiert. Er ist Absolvent der University of Texas at Austin.

## Auszeichnungen

### Gewonnen
- 1983: Emmy: „Hervorragendes künstlerische Leitung eines Varieté- oder Musik-Programmes“ für die Gestaltung der Oscarverleihung 1983
- 1996: BAFTA Award: „Bestes Szenenbild“ für Apollo 13 (1995)

### Nominiert
- 1996: Academy Award: „Beste Szenebild“ für Apollo 13[1]
- 2001: Art Directors Guild: „Exzellentes Szenebild“ für Der Grinch (2000)
- 2001: Academy Award: „Beste Szenebild“ für Der Grinch
- 2001: Satellite Award: „Beste Szenebild“ für Der Grinch
- 2009: Art Directors Guild: „Exzellentes Szenenbild“ für Frost/Nixon (2008)
- 2013: Art Directors Guild: „Exzellentes Szenenbild“ für Game Change – Der Sarah-Palin-Effekt (2012)
- 2013: Phoenix Film Critics Society Awards: „Exzellentes Szenenbild“ für Saving Mr. Banks (2013)
- 2013: San Diego Film Critics Society Awards: „Bestes Szenenbild“ für Saving Mr. Banks
- 2014: Satellite Award: „Bestes Szenenbild“ für Saving Mr. Banks